# Akizzi
Akizzi – król syryjskiego miasta-państwa Qatna w okresie amarneńskim (XIV wiek p.n.e.).
W korespondencji amarneńskiej zachowało się kilka jego listów (EA 52 do EA 56) wysłanych do egipskiego faraona Echnatona (1352-1336 p.n.e.), w których zapewnia on o swej przyjaźni z Egiptem w obliczu spodziewanej inwazji hetyckiej na Syrię. Wkrótce potem armia hetycka prowadzona przez króla Suppiluliumę I (ok. 1370-1330 p.n.e.) zdobyła Qatnę i deportowała jej ludność w głąb państwa hetyckiego. Los Akizzi jest nieznany.